# Jean Boulaine
Jean Boulaine, né le 2 juin 1922 à Marennes, en Charente-Inférieure, et mort le 1er mai 2012 à Dijon, est un spécialiste des sols (pédologue) et historien de l'agronomie français.

## Biographie
Après une scolarité à Sète, Montpellier et Toulouse, il est admis en qualité d'élève-ingénieur agronome à l'Institut national agronomique en 1942, mais n'y commencera ses études qu'en 1947. En 1949, il est nommé pédologue au Service des études scientifiques dans le Service de la colonisation et de l'hydraulique de l'Algérie. En 1957, il soutient sa thèse de doctorat sur les Sols des plaines du Chelif. Il devient ensuite maître de conférences en botanique agricole à  l'Université d'Alger, puis, en 1961 à l'École nationale supérieure d'agronomie de Grignon. De 1965, à la fin de sa carrière en 1990, il est professeur de géologie-pédologie.

## Apport scientifique
La première partie de sa carrière est consacrée à la cartographie des sols et des formations géologiques. Il participe notamment à l'élaboration du référentiel pédologique français. À partir de 1985, il se consacre à l'étude historique des sciences du sol et de l'agronomie.
L’historien Gilles Denis reproche à Jean Boulaine de faire remonter l’histoire de l’agronomie aux origines de l’agriculture, en définissant l’agronomie comme un « corpus de connaissances relatives à la mise en valeur, à l’exploitation et à la conservation du monde rural, et systèmes de techniques qui permettent de les mettre en valeur ». Ce chercheur considère à l’inverse l’agronomie comme une discipline scientifique émergeant dans le contexte culturel et historique particulier de l'Europe du XIXe siècle, liée au développement des sciences expérimentales.

## Récompenses et hommages
Il est fait chevalier du mérite agricole et officier des palmes académiques en 1977. En 1980, il est élu à l'Académie d'agriculture de France. Une journée de conférences en son hommage a été organisée par l'Association française pour l'étude du sol en 2010, et un webinaire en 2016.

## Publications
- 1970 : Les sols de France, Paris, Presses universitaires de France, coll. « Que sais-je ? », 128 p.[6].
- 1971 : L’agrologie, Paris, Presses universitaires de France, coll. « Que sais-je ? », 125 p.
- 1975 : Géographie des sols, Paris, Presses universitaires de France, coll. « Que sais-je ? », 200 p.
- 1980 : Pédologie appliquée, Paris, Masson, 220 p.
- 1986 : « Jean-Baptiste Boussingault, un grand géologue avorté du XIXème siècle », dans Travaux du Comité français d'Histoire de la Géologie, tome 4, p. 11-21 Lire en ligne.
- 1989 : Histoire des pédologues et de la science du sol, Éditions INRA, 285 p. Lire en ligne.
- 1992 : Histoire de l’agronomie en France, Lavoisier Tec&Doc, 392 p.[7] ; deuxième édition en 1996, 437 p.[8].

- En collaboration : 
  - 1967 : avec Georges Aubert, La Pédologie, Paris, Presses universitaires de France, coll. « Que sais-je ? »,  128 p. ; seconde édition en 1980 Lire en ligne.
  - 1998 : avec Jean-Paul Legros, D'Olivier de Serres à René Dumont. Portraits d'agronomes, TEC & DOC Lavoisier, 317 p.  (ISBN 2-7430-0289-1).
  - 2003 : avec R. Moreau, Olivier de Serres et l’évolution de l’agriculture, Paris, L’Harmattan, 124 p.
  - 2010 : avec R. Moreau et P. Zert, Éléments d’histoire agricole et forestière, Paris, L’Harmattan, 224 p.